# Видимир II
Видимир II Молодший (д/н — після 485) — король остготів у Верхній Паннонії (потім у Лімузені).

## Життєпис
Син Видимира I, короля остготів. Про його життя відомо замало. Разом з батьком та стрийком Теодимиром вдерся до Паннонії. Ймовірно, керував разом з батьком у Верхній Паннонії після розділу володіння між Видимиром I і Теодимиром. 469 року брав участь у битві на Болії, де війська остготів завдали нищівної поразки антиостготській коаліції.
У 472—473 разом з батьком здійснював походи до північної Італії. Близько 473 Видимир I загинув, тому Видимир Молодший став королем остготів у Верхній Паннонії. Але невдовзі імператор Гліцерій переконав його перебратися до Галії, де вже мешкали родичі остготів — вестготи. Був військовим очільником Лімузена, де створив власну державу. 485 року є згадка про тивітамара, очільника Лімузена. На думку низки дослідників це перекручене ім'я Видимира. Подальша доля невідома.